# 韓國駐香港總領事館
大韓民國駐香港總領事館（韩语：／）是大韓民國的外交代表機構，領事轄區包含香港及澳門，位於金鐘夏慤道16號的遠東金融中心5-6樓。本館是1948年韓國建國後最早設立的海外使領機構之一，1949年經英國同意，於當時的英屬香港開館，其後歷經了昇格、擴編等變遷，1997年香港主權移交之際，又透過中華人民共和國與韓國間的雙邊協議而得以保留、繼續在港執行館務。

## 沿革
韓國設置駐港領事館的背景來自於該國的對外經貿關係。隨著1947年韓港兩地貿易展開、1949年韓英邦交正式締結，其在香港開設代表機構的決定也有所進展。1949年2月8日，英國政府致函韓國外務部（今外交部），同意設館，韓方替領事館館長物色人選之後，任命外務部調查局局長車均燦（차균찬）為首位駐港領事、於4月9日搭機赴任，而韓國領事館也於5月1日正式開館，名列於大韓民國政府創建後最早興辦的五座海外使領館當中。
韓國駐香港領事館於開館同年的11月29日，進一步升為總領事館級別，韓國駐華大使館參事李鼎邦（이정방）經外務部任命為第一任總領事。昇格後的總領事館除了香港以外，領事職務執行範圍尚擴及澳門，在港英時代亦曾遷址數次，先後於皇后大道67－71號（萬宜大廈）833－835室、德輔道71號（聯邦大廈）2107－2109室及干諾道119－121號（韓國貿易中心）3樓等地辦公。
1980年代，韓國駐香港總領事館與新華通訊社香港分社在1983年中國民航296號航班劫機事件和1985年3213號魚雷艇事件之後，建立了聯絡熱線，成為韓國與中華人民共和國之間在兩國尚未建交前的重要溝通渠道之一。同於1985年，韓國也為了因應其在經濟等方面的對中接觸，遂決定擴充駐港總領館組織、機能和編員規模，協助在港韓商或韓僑從事對中貿易活動，並派遣級別更高的外交官出任館內主管勤務。1997年，英國將香港主權移交給中國，後者與韓方也就韓國駐港總領事館存續一事協商。同年4月15日，韓政府在國務會議上對總領館保留協議案進行了議決，而韓中之間則於4月24日正式達成協議，使韓國總領館得以在香港特別行政區內維持存在。
韩国政府关闭驻澳门总领事馆后，其领区由韓國駐香港總領事館接管。
2009年10月6日，韓國駐香港總領事館舉行建館60週年紀念活動，並為了推動韓食世界化而開辦餐會:p17。館慶60週年同年內的6月30日，館方也利用大講堂和民願室（민원실）辦事處中使用率較低的閒置空間新闢一座「文化館」（문화관）:p14，內附展覽場地和數種IT設備，以供文化交流之用。2014年2月，總領事館內又增設一座「韓國資料室」（한국 자료실），館藏包括500冊韓、中、英語書籍和250張DVD，內含人文學、歷史、小說詩集等文獻和韓國政府發行的宣傳相關資料。

## 歷任總領事
| 任數   | 漢字名 | 諺文名 | 上任日         | 離任日         | 備註 |
| ------ | ------ | ------ | -------------- | -------------- | ---- |
| 領事   |        |        |                |                |      |
| 1      | 車均燦 |        | 1949年4月16日  | 1949年5月11日  |      |
| 2      | 金溶植 |        | 1949年8月11日  | 1949年11月27日 |      |
| 總領事 |        |        |                |                |      |
| 1      | 李鼎邦 |        | 1949年11月27日 | 1952年12月20日 |      |
| 2      | 朴昌俊 |        | 1952年12月20日 | 1956年8月23日  |      |
| 3      | 姜春熙 |        | 1956年8月23日  | 1960年11月12日 |      |
| 4      | 崔文卿 |        | 1961年3月8日   | 1962年7月11日  |      |
| 5      | 文德周 |        | 1962年7月11日  | 1964年10月19日 |      |
| 6      | 陳弼植 |        | 1964年11月1日  | 1966年11月3日  |      |
| 7      | 張相文 |        | 1966年11月4日  | 1967年10月31日 |      |
| 8      | 尹慶道 |        | 1967年11月5日  | 1972年1月9日   |      |
| 9      | 朴昌南 |        | 1972年1月10日  | 1974年2月14日  |      |
| 10     | 李秀佑 |        | 1974年2月15日  | 1977年8月30日  |      |
| 11     | 李昌洙 |        | 1977年9月1日   | 1980年12月20日 |      |
| 12     | 金太智 |        | 1981年3月31日  | 1984年5月20日  |      |
| 13     | 金正勳 |        | 1984年6月1日   | 1985年10月18日 |      |
| 14     | 金在春 |        | 1985年10月18日 | 1987年10月29日 |      |
| 15     | 金以銘 |        | 1987年11月5日  | 1990年6月30日  |      |
| 16     | 鄭旼吉 |        | 1990年7月5日   | 1993年4月30日  |      |
| 17     | 南洪祐 |        | 1993年5月5日   | 1996年3月15日  |      |
| 18     | 朴楊千 |        | 1996年3月20日  | 1998年4月15日  |      |
| 19     | 申斗柄 |        | 1998年5月4日   | 2000年12月31日 |      |
| 20     | 金光東 |        | 2001年2月14日  | 2002年1月19日  |      |
| 21     | 姜根鐸 |        | 2002年2月26日  | 2004年9月6日   |      |
| 22     | 趙煥復 |        | 2004年9月13日  | 2007年3月2日   |      |
| 23     | 石東演 |        | 2007年3月21日  | 2010年3月6日   |      |
| 24     | 全玉鉉 |        | 2010年3月8日   | 2012年9月16日  |      |
| 25     | 趙鏞天 |        | 2012年9月19日  | 2015年3月25日  |      |
| 26     | 金光東 |        | 2015年4月18日  | 2017年9月19日  |      |
| 27     | 金元辰 |        | 2018年1月10日  | 2020年11月     |      |
| 28     | 白龍天 |        | 2020年12月     | 2023年4月      |      |
| 29     | 柳泂喆 |        | 2023年5月      | 2025年7月13日  |      |